# Longueval-Barbonval

Longueval-Barbonval este o comună în departamentul Aisne din nordul Franței. În 1 ianuarie 2018 avea o populație de 492 de locuitori.